# Kid Cudi
Scott Ramon Seguro Mescudi (* 30. ledna 1984 Cleveland), lépe známý pod pseudonymem Kid Cudi, někdy psáno KiD CuDi, je americký rapper, zpěvák a herec. Je zakládajícím členem rockové skupiny WZRD (dříve známé jako 2 Be Continuum a Wizard) a zakladatelem hudební nahrávací společnosti Wicked Awesome Records. Také byl spoluzakladatelem dnes již zaniklého labelu Dream On Records.

## Biografie

### Dětství
Narodil se v roce 1984 v Clevelandu ve státě Ohio. Vyrůstal v clevelandských předměstí Shaker Heights a Solon. Jeho otec, malíř pokojů, byl Američan mexického původu. Jeho matka, učitelka, je Afroameričanka. V roce 1995 zemřel jeho otec na rakovinu, což velmi ovlivnilo Scottovu osobnost a později i jeho hudbu. Dva roky navštěvoval střední školu ve čtvrti Shaker Heights, poté přestoupil na školu ve čtvrti Solon. Vzdělání zakončil všeobecným srovnávacím testem GED. Rok studoval filmovou školu na University of Toledo, z té byl ovšem vyloučen.

## Hudební kariéra

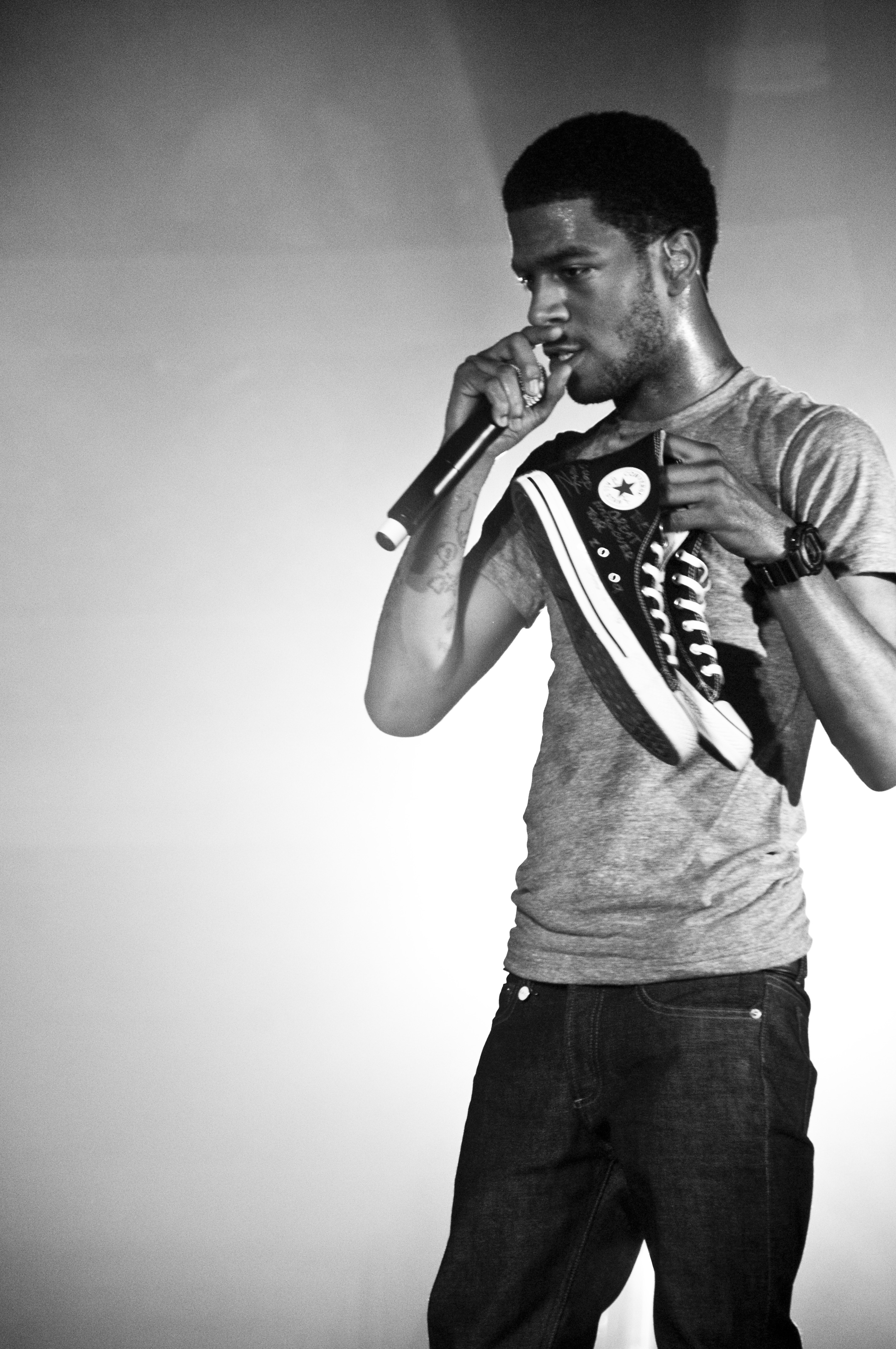
Kid Cudi při vystoupení v San Franciscu roku 2009.

S rapováním započal krátce před ukončením střední školy, velmi ho ovlivnily alternativní hip-hopové skupiny The Pharcyde a A Tribe Called Quest. Když mu bylo okolo dvaceti let, přestěhoval se do newyorské čtvrti Brooklyn, aby se snáze prosadil v hudební branži.

### Man on the Moon (2008-09)
V roce 2008 vydal nezávislý mixtape nazvaný A Kid Named Cudi, ten vzbudil zájem u rappera a hudebního producenta Kanye Westa. West ho později téhož roku upsal pod svou nahrávací společnost GOOD Music. Ve stejném roce se podílel na Westovu albu 808s & Heartbreak, kde hostoval na písni "Welcome to Heartbreak", tím se proslavil na hudební scéně.
Ihned od roku 2008 začal pracovat na svém debutovém studiovém albu. Prvním singlem z alba byla píseň "Day 'n' Nite" vydána 2. února 2008, ta byla vydána již na zmiňovaném mixtapu A Kid Named Cudi. Písně se prodalo přes dva miliony kusů v USA a umístila se na 3. příčce žebříčku Billboard Hot 100. V roce 2009 zabodovala i v britské hitparádě UK Singles Chart, kde se umístila na druhé příčce. Album Man on the Moon: The End of Day bylo vydáno 15. září 2009. V první týden prodeje v USA se ho prodalo okolo 104 000 kusů, čímž se umístilo na 4. příčce žebříčku Billboard 200. Později album obdrželo certifikaci 2x platinová deska. Úspěchu pomohly singly "Day 'n' Nite" a "Pursuit of Happiness", které oba v průběhu let přinesly 5x platinové ocenění.Dalšími singlem z alba byla píseň "Make Her Say" (ft. Kanye West a Common). Za album byl nominován na tři ceny Grammy. Ve stejném roce hostoval na albu The Blueprint 3 rapového velikána Jay-Z, na písni "Already Home" a na mezinárodně úspěšném singlu DJe Davida Guetty "Memories".

### Man on the Moon II (2010–2011)
Roku 2010 hostoval na reedici alba Snoop Dogga More Malice, na písni "That Tree". Také během roku pracoval na svém druhém albu s pracovním názvem Cudder: The Revolution of Evolution. V červnu 2010 byl vydán jediný oficiální single z jeho druhého alba nazvaný "Erase Me" (ft. Kanye West). Ten se umístil na 22. příčce žebříčku Billboard Hot 100 a postupně se stal 2x platinovým. Finálním názvem alba se stalo Man on the Moon II: The Legend of Mr. Rager, bylo vydáno v listopadu 2010. V první týden prodeje v USA se alba prodalo okolo 169 000 kusů, čímž se umístilo na 3. pozici žebříčku Billboard 200 a na prvních pozicích žebříčků Top R&B/Hip-Hop Albums a Top Rap Albums. Celkem se v USA alba prodalo okolo 430 000 kusů. V USA získalo certifikaci platinová deska. Úspěch zaznamenaly i promo singly "Marijuana" a "Mr. Rager", které se umístily v druhé polovině žebříčku Billboard Hot 100. V roce 2010 také hostoval s Kanye Westem na písni rappera T.I. "Welcome to the World" z alba No Mercy a na albu Kanyeho Westa My Beautiful Dark Twisted Fantasy, na úspěšném singlu "All of the Lights" a na písni "Gorgeous".

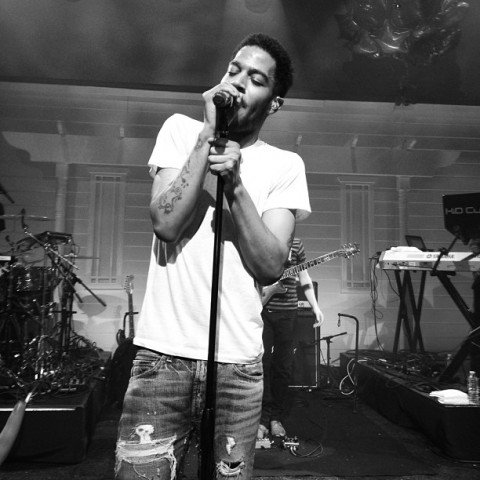
Kid Cudi při vystoupení v Torontu roku 2012.

### WZRD a indicud (2012–2013)
Roku 2011 chtěl vydat mixtape nazvaný A Man Named Scott, který měl pokračovat v úspěchu jeho prvního mixtapu A Kid Named Cudi, avšak kvůli práci na albu zrušil vydání mixtapu. Album, o kterém je řeč, je debutové pop rockové album dua WZRD, které s ním tvoří producent Dot da Genius. Stejnojmenné bylo vydáno 28. února 2012. Umístilo se na 3. příčce žebříčku Billboard 200 s 66 000 prodanými kusy v první týden prodeje v USA. Celkem se alba prodalo 84 000 kusů.
Na rok 2012 původně chystal pokračování své série "Man on the Moon", tentokrát již s číslem tři. Avšak poté oznámil, že nové album ponese název indicud a mělo jít o dvojalbum. Také se objevil na společném kompilačním albu hudebního vydavatelství GOOD Music Cruel Summer, které bylo vydáno v září 2012. Dostal prostor na dvou písních "The Morning" a "Creepers".
Album indicud bylo vydáno v dubnu 2013 jako standardní album. Šlo o jeho první solo album u labelu Republic Records. Prvním singlem byla píseň "Just What I Am", ta se umístila na 74. příčce žebříčku Billboard Hot 100. Singly "Immortal" a "Girls" již v hitparádě nezabodovaly. Promo singl "King Wizard" se umístil na 91. příčce. Album debutovalo na 2. příčce žebříčku Billboard 200 se 136 000 prodanými kusy o první týden prodeje v USA. Všechny písně z alba Kid Cudi sám produkoval. Celkem se v USA prodalo 219 000 kusů alba. Později v USA obdrželo certifikaci zlatá deska.

### Satellite Flight a Speedin' Bullet To Heaven (2014–2015)
V říjnu 2012 potvrdil plán nahrávání alba Man on the Moon 3. Poté, co vydal v dubnu 2013 album indicud, v srpnu téhož roku zveřejnil oznámení, že Man on the Moon 3 bude vydáno v roce 2015. Ještě před vydáním alba Man on the Moon 3 hodlal v roce 2014 vydat EP s názvem Satellite Flight: Journey to Mother Moon EP, v lednu 2014 se ovšem rozhodl, že z tohoto projektu učiní plnohodnotné album. Album bylo na iTunes vydáno 25. února 2014. Obsahovalo deset skladeb, které Kid Cudi také produkoval; čtyři z nich byly pouze instrumentální. V USA album debutovalo na 4. příčce žebříčku Billboard 200 s 87 000 prodanými kusy v první týden prodeje. Celkem se v USA prodalo 95 000 kusů.
V lednu 2015 řekl, že pravděpodobně vydá další nové album, ještě než vydá Man on the Moon 3. V březnu 2015 vydal píseň "Love", která byla původně nahrána pro album Satellite Flight. V dubnu na Twitteru oznámil název nového alba, a to Speedin' Bullet to Heaven. V říjnu stanovil datum vydání na 4. prosince 2015. Také vydal dvě nové písně: "Wedding Tux" a "Judgemental Cunt". Experimentálního alba se v první týden prodeje v USA prodalo 19 000 kusů a tím debutovalo na 36. příčce.

### Passion, Pain & Demon Slayin' a MOTM 3 (od 2016)
I v roce 2016 kolovaly fámy o vydání alba Man on the Moon III. V květnu 2016 však Cudi oznámil, že další album ponese název Passion, Pain & Demon Slayin'. V srpnu se nechal na několik týdnů zapsat do psychiatrické léčebny, a to kvůli depresím a sebevražedným myšlenkám. Album bylo vydáno 16. prosince 2016 v digitální podobě a 23. prosince i na CD. Oproti špatně přijatému předchozímu experimentálnímu albu Speedin' Bullet to Heaven (44 bodů ze 100 na Metacritic), se na albu Passion, Pain & Demon Slayin' vrací ke svému typickému stylu z prvních alb.
V roce 2018 se znovu spojil s Kanye Westem, vytvořili duo Kids See Ghosts a vydali stejnojmenné společné album. Debutovalo na 2. příčce žebříčku Billboard 200. V roce 2020 vytvořil duo s rapperem Travisem Scottem The Scotts a vydali stejnojmenný singl, který debutoval na první příčce žebříčku Billboard Hot 100 jako Kid Cudiho první v kariéře. Brzy poté následoval singl „The Adventures of Moon Man & Slim Shady“ (s Eminemem) (22. příčka). V prosinci vyšlo jeho sedmé studiové album Man on the Moon III: The Chosen. Předchozí dva jmenované úspěšné singly se na něm ale neobjevily. Album debutovalo na 2. příčce žebříčku Billboard 200 se 144 000 prodanými kusy (po započítání streamů) v první týden prodeje v USA. Po vydán íse v žebříčku Billboard Hot 100 umístilo celkem 10 písní, většina obvšem v druhé polovině žebříčku. Nejlépe si vedly písně „Tequila Shots“ (41. příčka) a „She Knows This“ (49. příčka).
Na jaře roku 2022 se pohádal se svým dlouholetým spolupracovníkem Kanye Westem. West ho obvinil ze zrady, když se odmítl přidat k vlně nenávisti, kterou West šířil proti Peteu Davidsonovi. West na sociálních sítích oznámil, že s Kidem Cudim již nebude spolupracovat, na čež Cudi reagoval tím, že Westa nazval hudebním dinosaurem. V létě 2022 nahradil na festivalu Rolling Loud Miami, coby hlavní účinkující, Kanyeho Westa, který z vystoupení na poslední chvíli vycouval. Během koncertu na něj účastníci několikrát hodili láhev od vody, což vedlo až k předčasnému ukončení vystoupení.

## Diskografie
Studiová alba
- Man on the Moon: The End of Day (2009)
- Man on the Moon II: The Legend of Mr. Rager (2010)
- Indicud (2013)
- Satellite Flight: The Journey to Mother Moon (2014)
- Speedin' Bullet 2 Heaven (2015)
- Passion, Pain & Demon Slayin' (2016)
- Man on the Moon III: The Chosen (2020)
- Entergalactic (2022)
- Insano (2024)
- Insano (Nitro Mega) (2024)

Spolupráce
- WZRD (s Dot da Genius jako WZRD) (2012)
- Kids See Ghosts (s Kanye West jako Kids See Ghosts) (2018)

## Filmografie

### Televize
- 2010 – One Tree Hill – 1 epizoda
- 2010–11 – How to Make It in America / (Jak dobýt Ameriku) – 16 epizod
- 2013 – Cleveland show – 1 epizoda (pouze hlas)
- 2013 – Brooklyn Nine-Nine – 1 epizoda
- 2014 – Scorpion – 1 epizoda
- 2015 – Comedy Bang! Bang! – 21 epizod
- 2016 – Talking Dead – 1 epizoda
- 2018 – Red Table Talk – 1 epizoda
- 2019 – Creepshow – 1 epizoda
- 2020 – Westworld – 3 epizody
- 2020 – We Are Who We Are / (Jsme, jací jsme) – 8 epizod
- 2022 – Entergalactic

### Film
- 2011 – Maniac (krátkometrážní)
- 2012 – Cruel Summer (krátkometrážní)
- 2013 – Goodbye World
- 2013 – Tacoma
- 2014 – Need for Speed
- 2014 – The Ever After
- 2014 – Two Night Stand
- 2015 – Entourage
- 2015 – Meadowland
- 2015 – James White
- 2016 – Vincent-N-Roxxy
- 2017 – Killing Hasselhoff
- 2019 – Drunk Parents / (Rodiče na tahu)
- 2019 – Jay and Silent Bob Reboot / (Jay a mlčenlivý Bob: Přeprc)
- 2019 – Jexi
- 2020 – Bill & Ted Face the Music / (Pořádné pecky Billa a Teda)
- 2021 – Crisis
- 2021 – Don't Look Up / (K zemi hleď!)
- 2022 – X